# Тонас
Тонас (Танасу́, Тана-Су; Тонасу, Тунасу, Тырховлы укр. Танасу́, крымскотат. Tana Suv, Тана Сув) — река в Крыму, правый приток реки Биюк-Карасу. Относится к бассейну Азовского моря. Длина — 26 км (28 км), площадь водосборного бассейна 184 км². Уклон русла 33,2 м/км, среднемноголетний сток, на гидропосте Белогорск, составляет 0,367 м³/с. Долина V-подобная, ниже по течению ящикоподобная, шириной 0,5—0,7 км. Относится к группе селеопасных рек северо-восточного склона Крымских гор, с прогнозируемой повторяемостью не чаще раза в 15 лет. Последние сели зафиксированы в конце XIX — начале XX  века.
Название реки переводится с крымскотатарского языка как «телячья вода» (tana — телёнок, suv — вода).
Начинается на северо-восточных склонах Караби-яйлы, на западном склоне горы Хрыколь у перевала Каллистон (греч. Καλλιστώη «прекраснейший») слиянием балок Тырхалу-Дере и Лахлын-Дере. Течёт по территории Белогорского района Крыма, впадает в Биюк-Карасу на южной окраине Белогорска. Русло извилистое, порожистое, шириной 2—3 до 10—20 м. Летом часто пересыхает, периодически бывают летние дождевые паводки. У верховьях образует несколько каскадов водопадов высотой 6—15 м. Воды реки используются в орошении, бытовых нуждах. У реки 15 притоков, 4 из них в справочниках имеют собственные названия — левые Бай-Су и Молбай-Узень и правые Бурчек и Копкол, остальные помечены, как безымянные длиной менее 5 километров. У Николая Рухлова в книге «Обзор речных долин горной части Крыма» 1915 года приводятся названия нескольких притоков-балок:
- Карагач-дере — впадает в 5 верстах выше села Ени-Сала;
- Арандумит — впадает справа в 2,5 верстах выше Ени-Салы;
- Ти-Дере — впадает справа в Ени-Сале[10];
- Юркин-баштан — впадает справа в 1 версте ниже села Ени-Сала;
- Хопхал — впадает в 0,5 версты ниже села Юхары-Баши[9].

Вдоль реки проходит дорога Белогорск — Приветное на юго-восточный берег Крыма. Водоохранная зона реки установлена в 100 м.